# Sumbertanggul
Sumbertanggul is een bestuurslaag in het regentschap Mojokerto van de provincie Oost-Java, Indonesië. Sumbertanggul telt 3999 inwoners (volkstelling 2010).